# Eva Gräfin Finck von Finckenstein
Eva Berta Gräfin Finck von Finckenstein geb. Schubring (* 3. Dezember 1903 in Deutsch-Wilmersdorf (Berlin-Wilmersdorf); † 13. März 1994 in Santiago de Chile) war eine deutsche Politikerin (GB/BHE, ab 1956 CDU).

## Leben

### Werdegang
Nach dem Abitur auf dem staatlichen Augusta-Gymnasium in Berlin studierte Schubring, die evangelischen Glaubens war, Volkswirtschaft an der Universität zu Berlin.
Von 1928 bis 1933 war sie außenpolitische Korrespondentin der liberalen Vossischen Zeitung in Berlin. In der Zeit des Nationalsozialismus zog sie sich völlig aus der Öffentlichkeit zurück. Mit dem Einmarsch der Roten Armee floh Gräfin Finck von Finckenstein von Ostpreußen nach Lübeck.
Verheiratet war sie seit 1934 in dritter Ehe mit dem Schriftsteller Ottfried Ernst Gotthold Graf Finck von Finckenstein (1901–1987), mit dem sie fünf Kinder hatte. Aus ihrer ersten Ehe hatte sie Zwillinge hinterlassen. Die sieben Kinder, viele Enkel und Urenkel leben heute über die Welt verteilt.

### Politik
Gräfin Finck von Finckenstein gehörte zu den Mitbegründern des Gesamtdeutschen Blocks/Bund der Heimatvertriebenen und Entrechteten (GB/BHE) in Schleswig-Holstein.
1950 kandidierte sie vergeblich für den Landtag in Schleswig-Holstein, wurde dann aber 1953 in den Deutschen Bundestag gewählt. Dieser wählte sie zur stellvertretenden Delegierten des Europarates. Ab 1950 war sie persönliche Referentin des schleswig-holsteinischen Finanzministers Waldemar Kraft. Seit 1952 gehörte sie dem Bundesvorstand des GB/BHE an, dessen Pressereferat sie leitete.
Nachdem sie 1954 nicht wieder in den Parteivorstand gewählt worden war, kam es auf dem Bundesparteitag in Bielefeld zum Eklat, da der bereits wiedergewählte Bundesvorsitzende Kraft, dessen Pressereferentin, engste Beraterin und gute Freundin Gräfin Finck von Finckenstein war, daraufhin sein Amt nicht annahm. Als Spätfolge führte dieser Eklat 1955 zum Austritt führender GB/BHE-Mitglieder um Kraft, Finck von Finckenstein und Theodor Oberländer, die sich dann 1956 der CDU/CSU-Fraktion anschlossen.
1959 bis 1962 war sie ständige Vertreterin des Generalkonsuls in Valparaíso/Chile und von 1962 bis 1968 Kulturreferentin an der Botschaft in Ottawa/Kanada.
Am 1. Juni 1982 verlieh ihr Bundespräsident Karl Carstens das Verdienstkreuz 1. Klasse des Verdienstordens der Bundesrepublik Deutschland. Im Alter von beinahe 90 Jahren veröffentlichte Gräfin Finck von Finckenstein ihre Lebenserinnerungen unter dem Titel Wer nicht kann, was er will, soll wollen, was er kann, ihrem Lebensmotto, einem angeblichen Zitat von Leonardo da Vinci.

## Schriften
- Wer nicht kann, was er will, soll wollen, was er kann. Legas, Ottawa 1989, ISBN 0-921252-23-4.